# Plassay
Plassay és un municipi francès situat al departament del Charente Marítim i a la regió de la Nova Aquitània. L'any 2007 tenia 658 habitants.

## Demografia

### Població
El 2007 la població de fet de Plassay era de 658 persones. Hi havia 251 famílies de les quals 50 eren unipersonals (21 homes vivint sols i 29 dones vivint soles), 100 parelles sense fills, 88 parelles amb fills i 13 famílies monoparentals amb fills.
La població ha evolucionat segons el següent gràfic:
Habitants censats

### Habitatges
El 2007 hi havia 307 habitatges, 253 eren l'habitatge principal de la família, 22 eren segones residències i 32 estaven desocupats. 300 eren cases i 7 eren apartaments. Dels 253 habitatges principals, 212 estaven ocupats pels seus propietaris, 40 estaven llogats i ocupats pels llogaters i 2 estaven cedits a títol gratuït; 2 tenien una cambra, 17 en tenien dues, 28 en tenien tres, 66 en tenien quatre i 141 en tenien cinc o més. 206 habitatges disposaven pel capbaix d'una plaça de pàrquing. A 101 habitatges hi havia un automòbil i a 140 n'hi havia dos o més.

### Piràmide de població
La piràmide de població per edats i sexe el 2009 era:
| Homes | Edats   | Dones |
| ----- | ------- | ----- |
| 0     | 95 o +  | 0     |
| 0     | 90 a 94 | 0     |
| 8     | 85 a 89 | 8     |
| 0     | 80 a 84 | 4     |
| 12    | 75 a 79 | 16    |
| 12    | 70 a 74 | 16    |
| 16    | 65 a 69 | 8     |
| 12    | 60 a 64 | 20    |
| 12    | 55 a 59 | 12    |
| 12    | 50 a 54 | 8     |
| 16    | 45 a 49 | 12    |
| 16    | 40 a 44 | 24    |
| 16    | 35 a 39 | 4     |
| 20    | 30 a 34 | 32    |
| 20    | 25 a 29 | 8     |
| 20    | 20 a 24 | 8     |
| 12    | 15 a 19 | 0     |
| 4     | 10 a 14 | 28    |
| 8     | 5 a 9   | 16    |
| 36    | 0 a 4   | 8     |

## Economia
El 2007 la població en edat de treballar era de 412 persones, 302 eren actives i 110 eren inactives. De les 302 persones actives 270 estaven ocupades (148 homes i 122 dones) i 32 estaven aturades (14 homes i 18 dones). De les 110 persones inactives 38 estaven jubilades, 29 estaven estudiant i 43 estaven classificades com a «altres inactius».

### Ingressos
El 2009 a Plassay hi havia 270 unitats fiscals que integraven 684 persones, la mediana anual d'ingressos fiscals per persona era de 16.725 €.

### Activitats econòmiques
Dels 16 establiments que hi havia el 2007, 2 eren d'empreses de fabricació d'altres productes industrials, 5 d'empreses de construcció, 2 d'empreses de comerç i reparació d'automòbils, 1 d'una empresa de transport, 1 d'una empresa immobiliària, 4 d'empreses de serveis i 1 d'una empresa classificada com a «altres activitats de serveis».
Dels 4 establiments de servei als particulars que hi havia el 2009, 1 era un paleta, 1 guixaire pintor i 2 fusteries.
L'únic establiment comercial que hi havia el 2009 era una botiga d'equipament de la llar.
L'any 2000 a Plassay hi havia 27 explotacions agrícoles que ocupaven un total de 1.136 hectàrees.

## Equipaments sanitaris i escolars
El 2009 hi havia una escola maternal integrada dins d'un grup escolar amb les comunes properes formant una escola dispersa.

## Poblacions més properes
El següent diagrama mostra les poblacions més properes.